# Пушинскайте, Стефания-Геновайте Казевна
Стефания-Геновайте Казевна Пушинскайте — советский литовский хозяйственный деятель, Герой Социалистического Труда.

## Биография
Родилась в 1938 году в Каунасе. Член КПСС с 1965 года.
Окончила Каунасскую техническую школу.
В 1957—1990 — монтажница Каунасского радиозавода Министерства радиопромышленности СССР
Указом Президиума Верховного Совета СССР от 29 июля 1966 года присвоено звание Героя Социалистического Труда с вручением ордена Ленина и золотой медали «Серп и Молот».
Депутат Верховного Совета Литовской ССР 6-го созыва.
Умерла в 2006 году в Каунасе.

## Награды и звания
- Герой Социалистического Труда (29.07.1966)
- Орден Ленина (29.07.1966)